# Metáfora do sol
Platão, no seu livro A República (507b-509c [parte VI]) , usa o sol como uma metáfora para a fonte da "iluminação", presumivelmente da iluminação intelectual, que argumentava ser a Forma do Bem, que por vezes é interpretada como a noção de deus para Platão. A metáfora é sobre a natureza da realidade última e sobre como o conhecimento é adquirido. Sócrates é o protagonista de A República, mas é geralmente aceito que os pensamentos expressados são os de Platão.
O olho, diz Platão, é pouco usual entre os sentidos, visto que necessita de um meio, a luz, para conseguir funcionar. A melhor e mais forte fonte de luz é o sol; com a sua luz, os objectos podem ser apreendidos de maneira clara. Raciocínio análogo pode ser dito dos objectos inteligíveis, isto é, das formas eternas e fixas que são os objectos últimos do estudo científico e filosófico.